# Eriocaulon distichoides
Eriocaulon distichoides là một loài thực vật có hoa trong họ Cỏ dùi trống. Loài này được Mangen mô tả khoa học đầu tiên năm 1986.